# Jacinta Marto
Jacinta Marto (Aljustrel, 5. ožujka 1910. – Lisabon, 20. veljače 1920.), portugalska djevojčica, svetica Katoličke Crkve, jedna od troje djece kojima se ukazala Djevica Marija u Fatimi.

## Životopis
Jedna je od troje djece, kojima se ukazala Gospa u Fatimi. Ona je vidjela i čula Gospu, ali nije s njom razgovarala, već je to činila rođakinja Lucija dos Santos, najstarija od njih. Jacinta je imala još nekoliko ukazanja osim tih. Poticala je suseljane na obraćenje Bogu i na molitvu, pogotovo za svećenike, redovnike i državnike. Gospa joj je najavila kada će umrijeti, a četiri dana prije smrti, bila je oslobođena svih boli.
Papa Ivan Pavao II. proglasio je nju i njezina brata Francisca, blaženima, 13. svibnja 2000. godine u Fatimi pred 400 000 ljudi. Oboje vidjelaca svetima je proglasio papa Franjo 13. svibnja 2017. godine također u Fatimi.
Spomendan joj je 20. veljače.

## Poveznice
- Gospa Fatimska
- Francisco Marto